# Годон, Дориан
Дориан Годон (фр. Dorian Godon; род. 25 мая 1996, Париж, Франция) — французский профессиональный шоссейный велогонщик, выступающий с 2019 года за команду «AG2R Citroën».

## Достижения
2016
2-й Trofeo Almar
2018
7-й Букль де ля Майен — Генеральная классификация
1-й — Пролог
9-й Тур дю От-Вар
2019
6-й Букль де ля Майен — Генеральная классификация
1-й — Пролог
10-й Тур Финистера
10-й Гран-при Исберга

## Статистика выступлений

### Гранд-туры
| Гранд-тур       | 2019 |
| --------------- | ---- |
| Джиро д’Италия  | —    |
| Тур де Франс    | —    |
| Вуэльта Испании | 77   |

| —  | Не участвовал  |
| НФ | Не финишировал |